# USAバスケットボール
USAバスケットボール（USA Basketball）は、アメリカ合衆国におけるバスケットボール組織である。国際バスケットボール連盟（FIBA）及びFIBAアメリカ、アメリカオリンピック委員会（USOC）の傘下に置かれ、ナショナルチームを統括している。米国バスケットボール協会などと意訳されることもある。
米国の場合、NBA・アマチュアなど国内バスケットボール界全体を統括する団体がなく、国際大会に参加するナショナルチームの編成のみこのUSAバスケットボールが行っている。
1974年に米国アマチュアバスケットボール連盟 （ABAUSA）として発足。それまでは様々な国内連盟がそれぞれでFIBA及びUSOCに加盟していた。

## 歴代年間最優秀選手
| 年   | 男子                                      |
| ---- | ----------------------------------------- |
| 1980 | アイザイア・トーマス                      |
| 1981 | Kevin Boyle                               |
| 1982 | ドック・リバース                          |
| 1983 | マイケル・ジョーダン                      |
| 1984 | マイケル・ジョーダン & サム・パーキンス   |
| 1985 | チャック・パーソン                        |
| 1986 | デビッド・ロビンソン                      |
| 1987 | ダニー・マニング                          |
| 1988 | ダン・マーリー                            |
| 1989 | ラリー・ジョンソン                        |
| 1990 | アロンゾ・モーニング                      |
| 1991 | クリスチャン・レイトナー                  |
| 1992 | ドリームチーム                            |
| 1993 | マイケル・フィンリー                      |
| 1994 | シャキール・オニール                      |
| 1995 | レイ・アレン                              |
| 1996 | スコッティ・ピッペン                      |
| 1997 | アール・ボイキンス                        |
| 1998 | エルトン・ブランド                        |
| 1999 | ゲイリー・ペイトン                        |
| 2000 | アロンゾ・モーニング                      |
| 2001 | クリス・デューホン                        |
| 2002 | レジー・ミラー                            |
| 2003 | ティム・ダンカン                          |
| 2004 | ショーン・メイ & クリス・ポール           |
| 2005 | シェルデン・ウィリアムス                  |
| 2006 | カーメロ・アンソニー                      |
| 2007 | ジェイソン・キッド                        |
| 2008 | 北京五輪代表                              |
| 2009 | James McAdoo                              |
| 2010 | ケビン・デュラント                        |
| 2011 | ジャバリ・パーカー                        |
| 2012 | レブロン・ジェームズ                      |
| 2013 | アーロン・ゴードン                        |
| 2014 | カイリー・アービング                      |
| 2015 | Jalen Brunson                             |
| 2016 | カーメロ・アンソニー & ケビン・デュラント |
| 2017 | Jameel Warney                             |
| 2018 | Reggie Hearn                              |
| 2019 | ロビー・ヒューメル                        |